# Ayo Adesanya
Pour les articles homonymes, voir Adesanya.
Ayo Adesanya, née le 11 août 1969 dans l'État d'Ogun au Nigeria, est une actrice et productrice du cinéma Nollywood. 

## Filmographie
La filmographie d'Ayo Adesanya, comprend les films suivants  : 
- 2006 : Tears in My Heart (Dr. Rita)
- 2006 : Tears in My Heart 2 (Dr. Rita)
- 2005 : Otelemuye
- 2005 : Otelemuye 2
- 2005 : Otelemuye 3
- 2004 : Dark Secret
- 2004 : Dark Secret 2
- 2003 : Dangerous Babe
- 2003 : Contractors
- 2003 : Contractors 2
- 2003 : Gbokogboko
- 2003 : Mother's Help
- 2003 : Throwing Stones
- 2003 : What I Want
- 2001 : Saving Alero
- 2001 : Expensive Plot
- 2001 : Fire Dancer (Selena)
- 2001 : Fire Dancer 2 (Selena)
- 2001 : On Holiday
- 2000 : Oduduwa
- 2000 : Oduduwa 2
- 1999 : Camouflage
- 1999 : Hooligans

## Source de la traduction
- (en) Cet article est partiellement ou en totalité issu de l’article de Wikipédia en anglais intitulé « Ayo Adesanya » (voir la liste des auteurs).